# Rudolf Rosenthal (Kunsthändler)
Rudolf Rosenthal (* 30. Juli 1873 in Hohenems; † 23. Dezember 1954 in New York City) war ein österreichisch-US-amerikanischer Kunsthändler und Kunsthistoriker.

## Werdegang

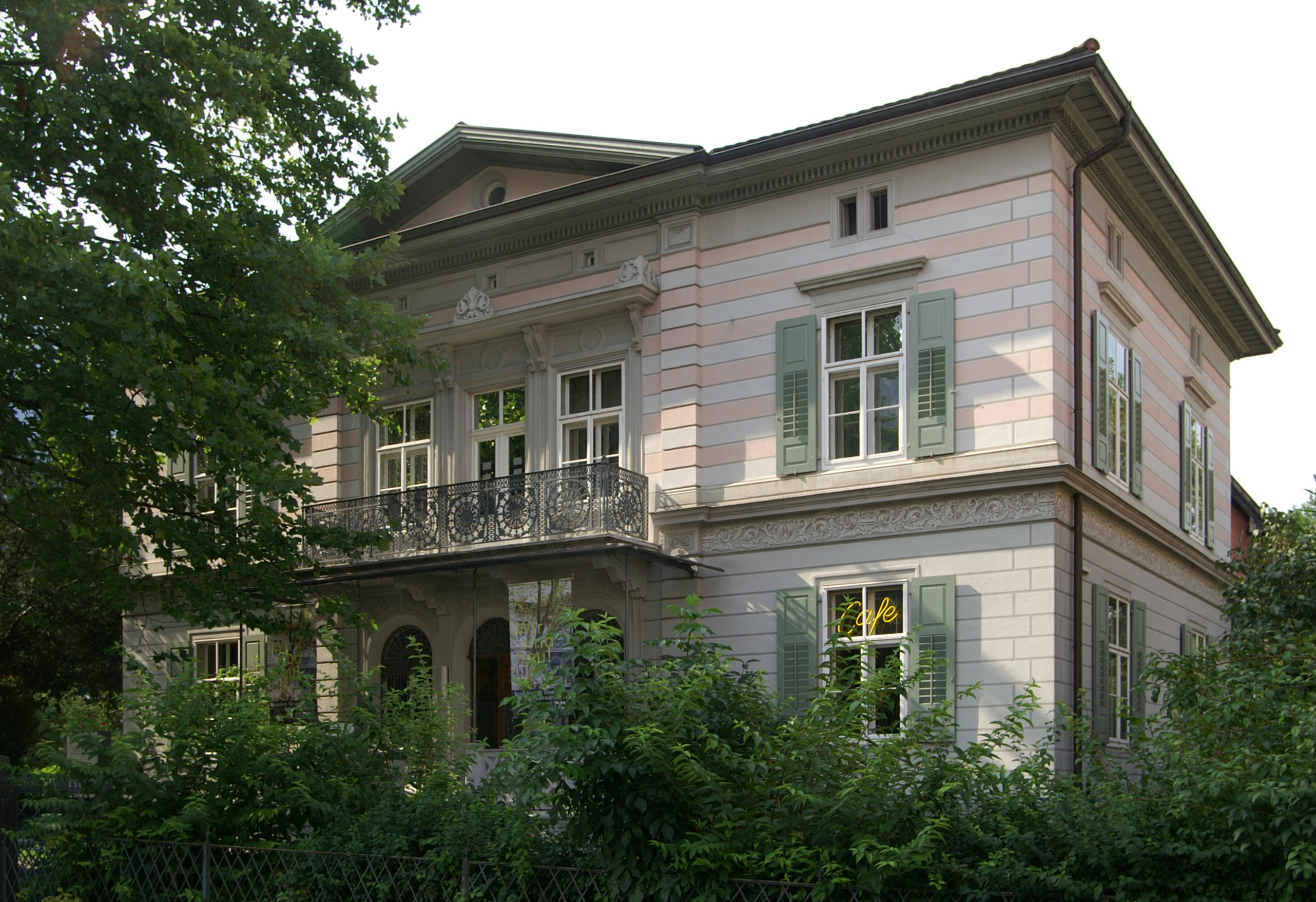
Geburtshaus Rosenthals, heute Jüdisches Museum in Hohenems

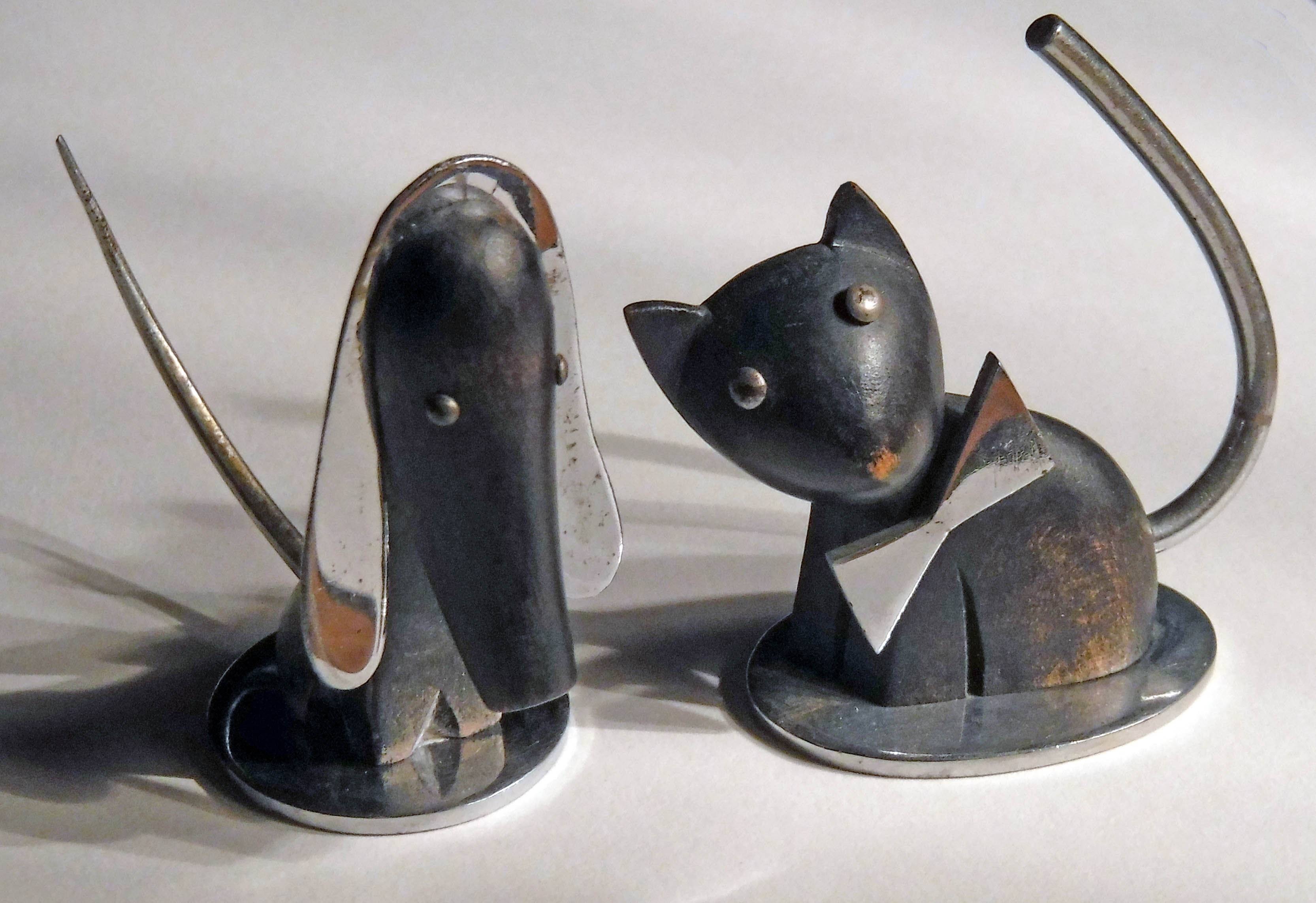
Zigarettenstummel aus dem Studio „Rena Rosenthal Inc.“; Design von Karl Hagenauer

Rudolf Rosenthal wurde 1873 in einer jüdischen Familie als Sohn des Textilfabrikanten Anton Rosenthal und dessen Gattin Charlotte im österreichischen Vorarlberg geboren. Sein Vater Anton und dessen Bruder Philipp hatten in der ersten Hälfte des 19. Jahrhunderts in Hohenems das Textilunternehmen „Gebrüder Rosenthal“ gegründet.

Von 1894 bis 1900 lebte Rudolf Rosenthal in England, in Middleton. Rosenthal trat, wie die Wiener Zeitung am 21. Juli 1900 vermeldete, im Alter von knapp 27 Jahren als Prokurist in den Hohenemser Familienbetrieb ein. Am 16. Oktober 1901 heiratete er im New Yorker Stadtteil Manhattan die ebenso in Hohenems geborene Rena Kahn (1880–1966), die Schwester des New Yorker Architekten Ely Jacques Kahn.
1910 zog es das kinderlos gebliebene Ehepaar in die Vereinigten Staaten nach New York City.
Im Februar 1919 suchte Rosenthal um die US-amerikanische Staatsbürgerschaft an, welche ihm zwei Jahre später bewilligt wurde. Von nun an führte er mit seiner Frau Rena unter dem Namen „Rena Rosenthal Inc.“ ein Design-Studio für Innenausstattung in der Madison Avenue.

Das Studio wurde bald um die „Rena Rosenthal Gallery“ erweitert und bestand bis 1952. Das Design- und Einrichtungsgeschäft importierte Wiener Kunsthandwerk in die USA, verkaufte aber auch Dekorationsobjekte aus Holz, Porzellan oder Glas, die Rena Rosenthal selbst entwarf. Im Alter von 81 Jahren verstarb Rudolf Rosenthal im Dezember 1954 in New York City.
In seinem Geburtshaus wurde 1991 das Jüdische Museum Hohenems eröffnet.

## Publikationen
- 1948 veröffentlichte Rudolf Rosenthal zusammen mit Helena L. Williams Ratzka das Buch „The story of modern applied art“.